# Taça Caxambu
A Taça Caxambu foi o primeiro torneio de futebol oficial do Rio de Janeiro a ser encerrado. Disputado em 1906, era uma espécie de Campeonato Carioca de Segundo-Quadros, disputado pelas segundas equipes dos clubes. Teve como campeão o Botafogo, que foi assim o primeiro clube carioca campeão no futebol de categorias de base. 

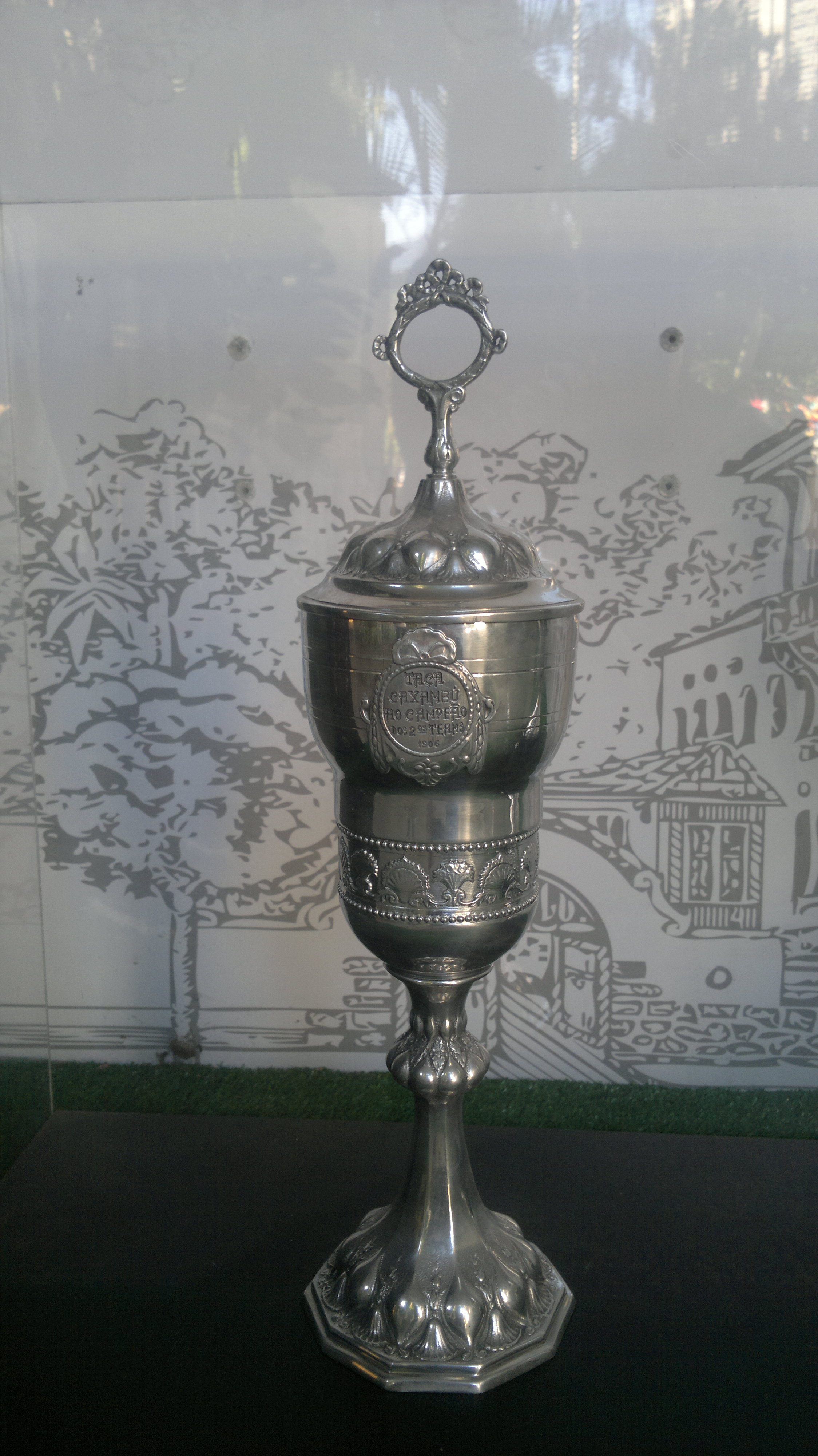
Taça Caxambu de 1906, na sede de General Severiano, do Botafogo.

Das equipes que disputaram o Campeonato Carioca de Futebol de 1906, apenas o America não foi representado.

## Equipes
- Bangu
- Botafogo
- Football and Athletic
- Fluminense
- Rio Cricket

## Partidas
- 06/05 - Rio Cricket 1–3 Football & Athletic
- 13/05 - Fluminense 5–2 Botafogo
- 20/05 - Bangu 1–1 Football & Athletic
- 27/05 - Botafogo 1–0 Bangu
- 10/06 - Bangu 0–1 Fluminense
- 01/07 - Botafogo 6–1 Rio Cricket
- 08/07 - Botafogo 1–0 Football & Athletic
- 14/07 - Fluminense 0–0 Football & Athletic
- 15/07 - Bangu 1–2 Botafogo
- 22/07 - Rio Cricket O–W Bangu
- 12/08 - Fluminense  W–O Rio Cricket
- 26/08 - Football & Athletic 3–0 Bangu
- 09/09 - Football & Athletic 0–2 Fluminense
- 23/09 - Football & Athletic O–W Botafogo
- 23/09 - Bangu W–O Rio Cricket
- 30/09 - Botafogo 3–1 Fluminense
- 7/10 - Rio Cricket 0–3 Botafogo
- 14/10 - Rio Cricket O–W Fluminense
- 21/10 - Fluminense 5–0 Bangu
- 28/10 - Football & Athletic W–O Rio Cricket

## Classificação
| #  | Classificação         | Pontos | Jogos | Vitórias | Empates | Derrotas | Gols pró | Gols contra | Saldo de gols |
| 1º | Botafogo              | 14     | 8     | 7        | 0       | 1        | 18       | 8           | +10           |
| 2º | Fluminense            | 13     | 8     | 6        | 1       | 1        | 14       | 5           | +9            |
| 3º | Football and Athletic | 8      | 8     | 3        | 2       | 3        | 7        | 5           | +2            |
| 4º | Bangu                 | 5      | 8     | 2        | 1       | 5        | 2        | 13          | -11           |
| 5º | Rio Cricket           | 0      | 8     | 0        | 0       | 8        | 2        | 12          | -10           |

## Campeão
| Taça Caxambu: Botafogo |
| ---------------------- |